# Detector de mentiras

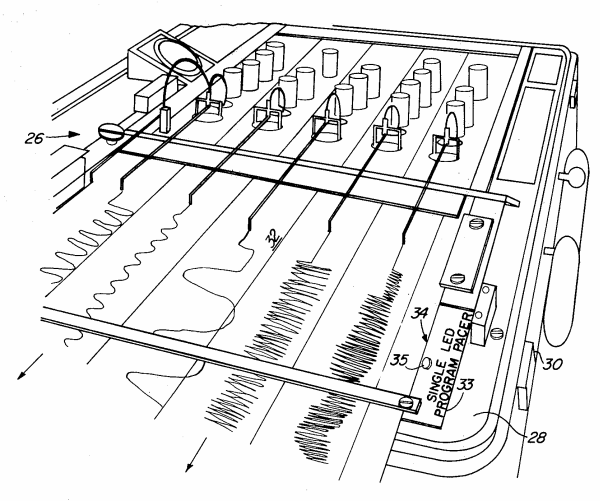
Polígrafo analógico

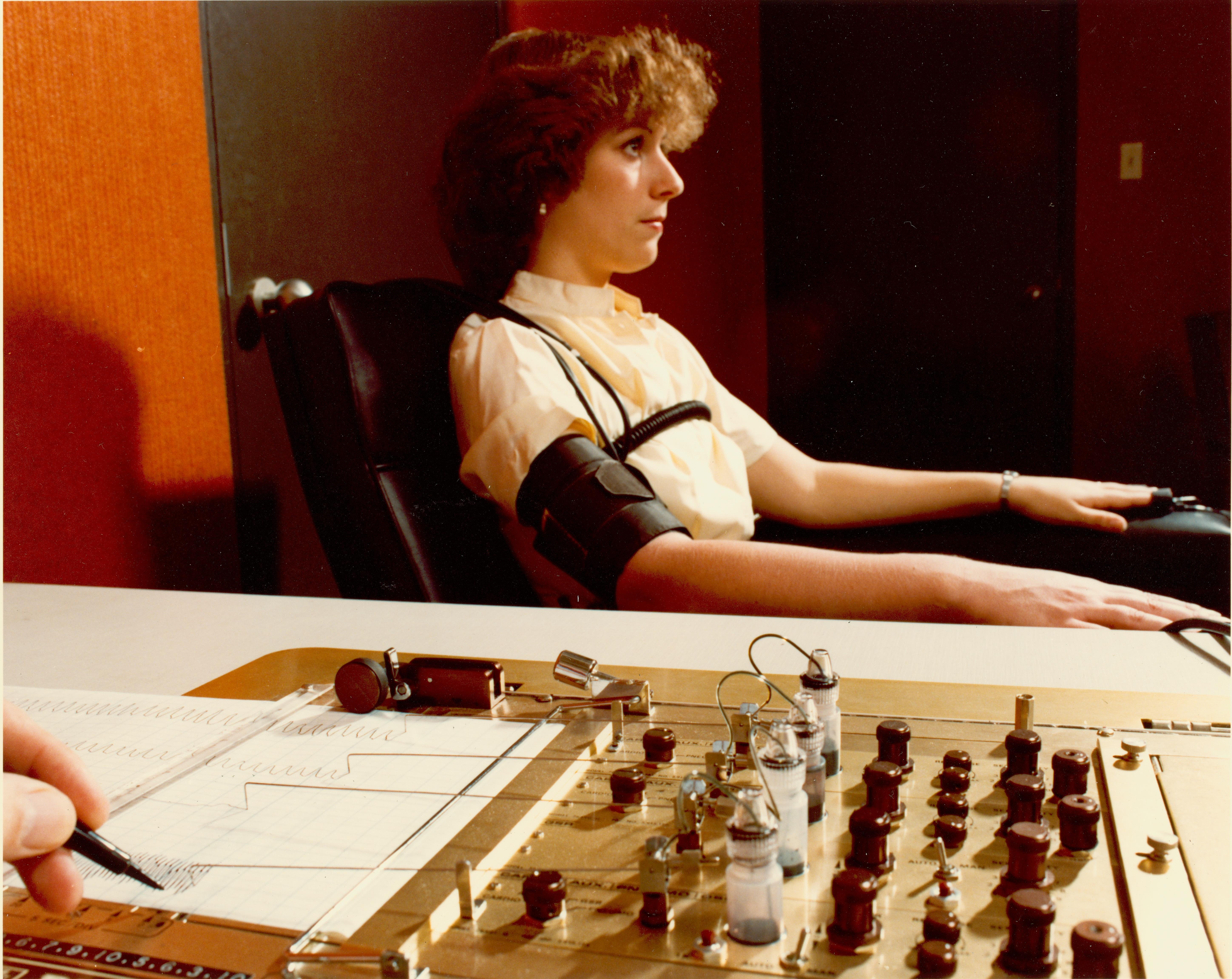
Uma pessoa sendo submetida a um teste de polígrafo (1970)

Um polígrafo ou, como é vulgarmente conhecido, detector de mentiras é um aparelho que mede e grava registros de diversas variáveis fisiológicas, tais como pressão arterial, pulso, respiração, e condutividade cutânea enquanto um interrogatório é realizado, supostamente para tentar identificar mentiras num relato.

## Uso
Ao submeter uma pessoa ao polígrafo, suas respostas fazem os sensores registrarem em um gráfico as reações daquele interrogado. A partir das reações, indicadas pelo aparelho, alega-se poder detectar uma mentira. Não existem, contudo, reacções fisiológicas específicas associadas à mentira, tornando difícil identificar factores que separam aqueles que mentem daqueles que dizem a verdade.
Além disso, pessoas treinadas podem facilmente burlar o dispositivo, e mesmo com interrogados não treinados o resultado não é confiável, sendo raramente admissiveis em julgamentos. Mesmo nos EUA, onde é largamente usado, os seus resultados  raramente são admitidos em tribunal.